# Este (Schiff, 1930)
Die Este des Norddeutschen Lloyd (NDL) von 1930 gilt als der letzte Schnellfrachter-Neubau der Reederei. Im Unterschied zu den vorangegangenen Neubauten hatte sie nur zwei statt vier Masten. Eingesetzt wurde sie meist zur nordamerikanischen Pazifikküste.

Vor Ausbruch des Zweiten Weltkriegs suchte das Schiff in Willemstad auf Curaçao Zuflucht. Am 10. Mai 1940 wurde die Este von den niederländischen Behörden beschlagnahmt, als die deutsche Wehrmacht die Niederlande überfiel.
Als Suriname unter niederländischer Flagge wieder in Fahrt gebracht, wurde das Schiff auf einer Fahrt von Trinidad nach New York vom deutschen U 558 auf 12° 7′ 0″ N, 63° 32′ 0″ W versenkt.

## Geschichte des Schiffes
Die am 12. August 1930 in den Dienst des Norddeutschen Lloyd gekommenen Este ist der letzte Schnellfrachter-Neubau des NDL vor dem Zweiten Weltkrieg.

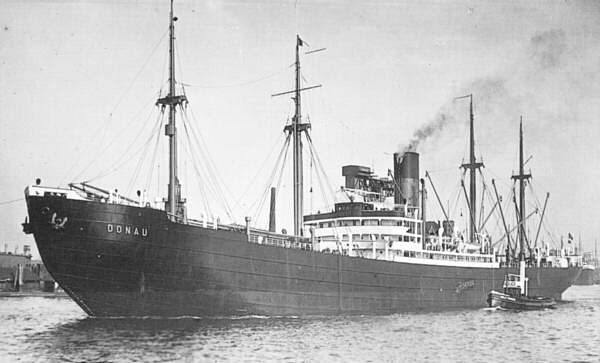
Die Donau

Das zweimastige, von der AG Weser gelieferte Schiff war ein Einzelschiff, das nur in seinen Ausmaßen den vorangegangenen Schnellfrachtern glich und mit der Benennung nach der Este auch einen Flussnamen trug. Seit der Aller 1927 hatte der NDL bis zur 1929 bei Vulkanwerft in Hamburg fertiggestellten Donau zwölf Schnellfrachter bauen lassen, die alle vier Masten hatten und über 12 Knoten liefen und auf den langen Frachtlinien des NDL nach Australien, Ostasien und zur Nordamerikanischen Westküste eingesetzt wurden.
Wie auch Isar und Donau hatte die unter der Baunummer 884 entstandene Este umfangreiche Kühlräume (86.000 cubic feet) und sollte aus Kalifornien auch Früchte nach Europa transportieren. Die am 5. Juni 1930 vom Stapel gelaufene Este hatte eine Länge von 158,75 m über alles und war 19,47 m breit. Ihre Dreifach-Expansionsmaschine hatte schon eine längere Einsatzgeschichte, da sie ursprünglich in der 1926 beim Bremer Vulkan fertiggestellten Schwaben verbaut gewesen war. 1928 wurde sie aus dem Frachtschiff ausgebaut, um wegen einer Maschinenhavarie die Steuerbordmaschine des Passagierdampfer Columbus zu ersetzen. Als die Columbus dann bis Ende 1929 umgebaut wurde und eine neue Antriebsanlage mit Dampfturbinen erhielt, wurde die ehemalige Maschine der Schwaben wieder ausgebaut und jetzt mit einer Abdampfturbine in die Este eingebaut. Sie hatte in dieser Form eine Höchstleistung von 7.000 PSi und ermöglichte der Este eine Höchstgeschwindigkeit von 15 Knoten (kn). Sie war damit bis zur Übernahme der 1934 angekauften Schnellfrachter Weser und Elbe das schnellste Frachtschiff des NDL. Die Este war mit 7.915 BRT vermessen und hatte eine Tragfähigkeit von 11.150 tdw. Sie wurde mit 71 Mann Besatzung eingesetzt und hatte Platz für bis zu 17 Passagiere.

### Einsätze

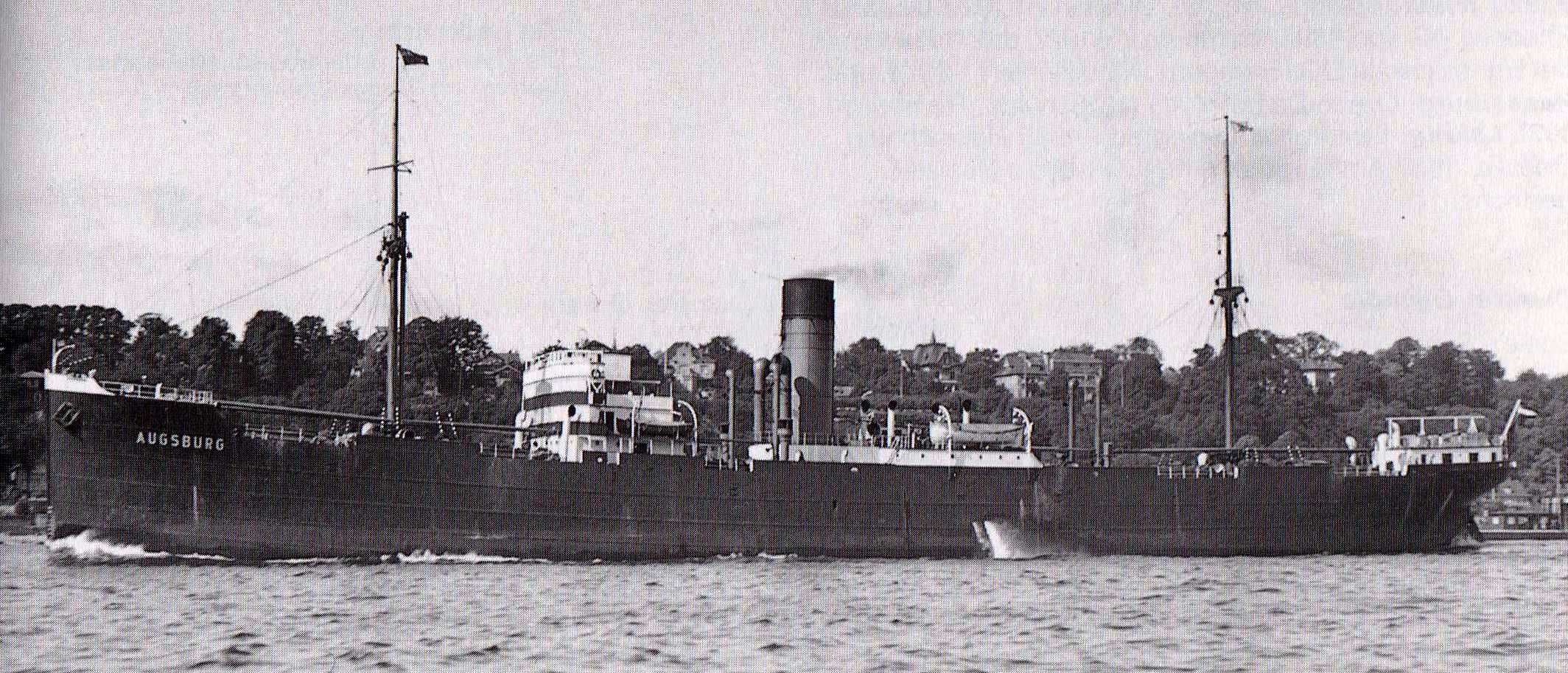
Der angekaufte Golf-Australien-Frachter Augsburg

Von 1931 bis 1936 war die Este auf der Linie von Bremen zu den amerikanischen und kanadischen Häfen an der Pazifikküste im Einsatz und begann jedes Jahr drei bis vier Rundreisen. Zu Beginn war sie auf dieser Linie mit den Schnellfrachtern Saale, Donau und Schwaben in Fahrt, auf der die Hapag Kombischiffe vom Typ San Francisco einsetzte.

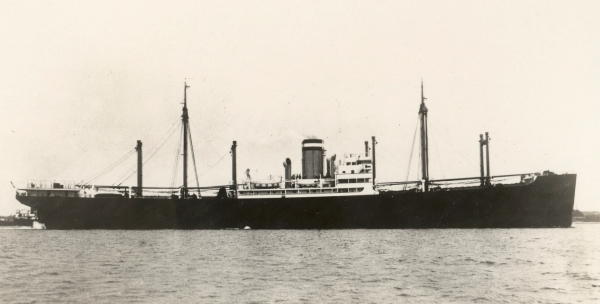
Die Bitterfeld der Hapag

Die 1936 beginnenden amerikanischen Boykottmaßnahmen gegen deutsche Transporteure führten am
14. Januar 1937 zur ersten Ausreise des Schiffes von Bremen nach Australien, wo sie zu Beginn der Fruchtsaison eintraf und hinreichend Ladung für ihre Kühlräume fand. Als sie Anfang März 1937 in Adelaide eintraf, befanden sich erstmals seit vielen Jahren wieder drei deutsche Linien-Frachtschiffe in einem australischen Hafen, als auch die Augsburg (6512 BRT) des NDL aus New Orleans eintraf und das Turbinenschiff Bitterfeld (1930, 7659 BRT) der Hapag über Adelaide nach Europa auslief.
Ende 1937 befand sie sich aber wieder auf ihrer Stammlinie, da die Deutschen eine geringere Ladungauslastung hinnahmen. Auf den Ausreisen war die Passagierkapazität meist voll ausgenutzt von Auswanderern, die das Dritte Reich verlassen wollten oder mussten.
Am 6. Juni 1939 verließ die Este zum letzten Mal ihren Heimathafen Bremen zur US-Pazifikküste. Im August 1939 hatte sie auf der Rückreise bereits den Panamakanal am 22./23. August als eines der letzten deutschen Schiffe passiert, als die Warnmeldungen zu einem bevorstehenden Kriegsausbruch die deutschen Schiffe weltweit erreichten.
Die Este lief daraufhin zusammen mit anderen deutschen Schiffen das niederländische Willemstad auf der Karibikinsel Curaçao an. Im Frühjahr 1940 gehörte sie nicht zu den deutschen Handelsschiffen, die dort einen Ausbruch aus Willemstad mit von anderen Schiffen ergänzten Vorräten und zum Teil ausgetauschten Mannschaften riskieren sollten (siehe Mimi Horn, Seattle, Hannover). Die Este wurde am 10. Mai 1940 als Reaktion auf den deutschen Überfall auf die Niederlande beschlagnahmt. Gleichzeitig wurden sieben weitere deutsche Schiffe in Curacao von den niederländischen Behörden beschlagnahmt und unter niederländischer Flagge wieder in Fahrt gebracht.

### Unter niederländischer Flagge
Das beschlagnahmte Schiff erhielt den Namen Suriname und wurde von der Koninklijke Nederlandsche Stoomboot Maatschappij eingesetzt. Im November 1940 lief sie erstmals in einem Geleitzug von Halifax nach Liverpool. Im Februar 1941 verließ die Suriname wieder Großbritannien. Im Januar 1942 kehrte die ehemalige Este nochmals mit dem Konvoi HX.169 nach Europa zurück und fuhr dann im März 1942 über Freetown bis nach Indien. Ihre letzte Fahrt sollte das Schiff mit einer Ladung von 7440 ts, darunter Kupfer und Zucker, von Mombasa über Trinidad nach New York führen. Im September 1942 wurde sie in Trinidad dem Konvoi TAG.5 nach Guantánamo zugeteilt, der mit neun Schiffen und einem amerikanischen Geleit am 12. September Trinidad verließ.
Am Morgen des 13. September 1942 griff in den frühen Morgenstunden U 558 den Geleitzug an und traf die Suriname auf 12° 07'N, 63° 32'W mit einem Torpedo. Das Schiff fiel aus dem Geleit heraus und die Besatzung verließ das Schiff. U 558 gelang beim ersten Angriff auch die Versenkung der Empire Lugard (7241 BRT, 1941). Das U-Boot schoss eine Viertelstunde später einen weiteren Torpedo auf die Suriname, der sie endgültig zum Sinken brachte. Dreizehn Mann starben bei dem zweiten Treffer in einem Rettungsboot, das im Trefferbereich gerade abgelassen wurde. Von den 82 Mann an Bord konnten 69 von einem durch ein Flugzeug herangeführtes amerikanisches Geleitboot gerettet werden, das die Überlebenden am folgenden Tag in Willemstad an Land gab.